# NGC 3571
NGC 3571 est une (vaste ?) galaxie spirale intermédiaire située dans la constellation de la Coupe. NGC 3571 a été découverte par l'astronome germano-britannique William Herschel en 1790. Cette galaxie a aussi été observée par l'astronome américain Ormond Stone le 7 janvier 1886 et elle a été inscrite au catalogue NGC sous la désignation NGC 3544.

## Caractéristiques
NGC 3571 présente une large raie HI.

### Distance
Sa vitesse par rapport au fond diffus cosmologique est de 4 103 ± 26 km/s, ce qui correspond à une distance de Hubble de 60,5 ± 4,3 Mpc (∼197 millions d'al).
À ce jour, quatre mesures non basées sur le décalage vers le rouge (redshift) donnent une distance de 29,975 ± 9,688 Mpc (∼97,8 millions d'al), ce qui est nettement à l'extérieur des valeurs de la distance de Hubble. Notons cependant que c'est avec la valeur moyenne des mesures indépendantes, lorsqu'elles existent, que la base de données NASA/IPAC calcule le diamètre d'une galaxie et qu'en conséquence le diamètre de NGC 3571 pourrait être d'environ 66,9 kpc (∼218 000 al) si on utilisait la distance de Hubble pour le calculer.